# Acide téréphtalique
L'acide téréphtalique est un acide dicarboxylique aromatique. Avec l'acide isophtalique et l'acide phtalique, c'est l'un des trois isomères de l'acide benzènedicarboxylique. C'est un acide important sur le plan commercial. Il est principalement utilisé comme matière première dans l'industrie des polyesters (particulièrement le PET, composant de certains vêtements et de bouteilles plastiques). Il est aussi connu sous le nom d'acide benzène-1,4-dicarboxylique ou acide paraphtalique, et sa formule chimique est C6H4(COOH)2.
Récemment, il a été utilisé pour fabriquer des composés à charpente cristalline hybride dont les composés organiques forment les ligands entre les centres métalliques (metal–organic frameworks, MOF).

## Propriétés
Il est presque insoluble dans l'eau, dans l'alcool et dans l'éther. Il a plus tendance à se sublimer qu'à se liquéfier lorsqu'il est chauffé. Son insolubilité le rend relativement peu pratique lors des manipulations. Avant 1970, l'acide téréphtalique brut était souvent transformé en diester méthylique pour le purifier.
L’acide téréphtalique contient des groupes carboxyle qui forment des liaisons hydrogène et permettent la connexion avec des molécules voisines et la formation d’un solide à température ordinaire.

## Fibre artificielle
Par polycondensation de l'acide téréphtalique avec l'éthylène glycol (HO–CH2–CH2–OH), on obtient un type de fibre artificielle connu sous le nom de Tergal ou de Térylène.

## Préparation
L'acide téréphtalique peut être synthétisé, à l'échelle du laboratoire, par oxydation de dérivés para du benzène, ou mieux encore par oxydation de cuminol, issu de l'essence de cumin, par l'acide chromique.
À l'échelle industrielle, l'acide téréphtalique est produit de façon similaire à l'acide benzoïque, par oxydation du p-xylène par le dioxygène de l'air en utilisant l'acide acétique comme solvant et un catalyseur de type cobalt-manganèse ainsi qu'un promoteur à base de bromure. Le rendement est proche de 100 %. Le produit brut est purifié par hydrogénation en solution aqueuse pour transformer les traces d'impuretés en espèces moins nocives.
La préparation peut être aussi faite par le procédé Henkel à partir de toluène mais la sélectivité et la vitesse de réaction sont faibles.